# キズナノ唄
キズナノ唄（きずなのうた）は、宮崎羽衣の8枚目マキシシングル。今作もランティスでは無く、5pb.Recordsからのリリースとなる。「キズナノ唄」はWANDSの初代キーボーディスト、「time〜僕らがまだ知らないチカラ〜」はLINDBERGのメンバーが楽曲提供をしている。
限定盤には「キズナノ唄」のPVが入ったDVDが同梱されている。

## 収録曲
1. キズナノ唄
  - 作詞：前田たかひろ、作曲・編曲：大島こうすけ
  - テレビアニメ『タユタマ -Kiss on my Deity-』エンディングテーマ
2. time〜僕らがまだ知らないチカラ〜
  - 作詞：渡瀬マキ、作曲：平川達也、編曲：渡辺壮祐・平川達也
  - テレビ東京『アニソンぷらす』2009年5月度オープニングテーマ
  - Webラジオ『タユタマらじお -昼下がりの嫁たち-』オープニングテーマ
3. キズナノ唄（OFF VOCAL）
4. time〜僕らがまだ知らないチカラ〜（OFF VOCAL）